# Asterodiscides elegans
Asterodiscides elegans is een zeester uit de familie Asterodiscididae.
De wetenschappelijke naam van de soort werd in 1847 gepubliceerd door John Edward Gray.